# Center Stage: Turn It Up
Center Stage: Turn It Up er en romantisk/drama dansefilm fra 2008 med Kenny Wormald og Rachele Brooke Smith i hovedrollerne.

## Eksterne Henvisninger
- Center Stage: Turn It Up på Internet Movie Database (engelsk)
- Center Stage: Turn It Up på Filmdatabasen
- Center Stage: Turn It Up i Svensk Filmdatabas (svensk)
- Center Stage: Turn It Up på AlloCiné (fransk)
- Center Stage: Turn It Up på MovieMeter (nederlandsk)
- Center Stage: Turn It Up på AllMovie (engelsk)
- Center Stage: Turn It Up på Turner Classic Movies (engelsk)
- Center Stage: Turn It Up på The Movie Database (engelsk)
- Center Stage: Turn It Up på Rotten Tomatoes (engelsk)
- Center Stage: Turn It Up på Filmaffinity (engelsk)

1. ↑  Navnet er anført på engelsk og stammer fra Wikidata hvor navnet endnu ikke findes på dansk.
2. ↑  Navnet er anført på engelsk og stammer fra Wikidata hvor navnet endnu ikke findes på dansk.